# Cedar megye (Missouri)
Cedar megye az Amerikai Egyesült Államokban, azon belül Missouri államban található. Megyeszékhelye Stockton, legnagyobb városa El Dorado Springs. Lakosainak száma 14 188 fő (2020. április 1.). Cedar megye St. Clair, Dade, Vernon, Barton és Polk megyékkel határos.

## Népesség
A megye népességének változása:
| Lakosok száma | 13 986 | 13 823 | 13 827 | 13 913 | 13 934 | 14 188 |
|               | 2010   | 2011   | 2012   | 2013   | 2015   | 2020   |